# Боргата Кампо Сопрано (Кунео)
Боргата Кампо Сопрано је насеље у Италији у округу Кунео, региону Пијемонт.
Према процени из 2011. у насељу је живело 2 становника. Насеље се налази на надморској висини од 1020 м.